# Kolwezi
Kolwezi er en by med 572.942 indbyggere (2015)  i Lualabaprovinsen i den sydlige del af Demokratiske Republik Congo, med et indbyggertal (pr. 2005) på cirka 910.000. Byen er centrum for en massiv minedrift af blandt andet kobber, kobolt, uran og radium.